# Lustra (zespół muzyczny)
Lustra – grupa muzyczna założona w roku 1997 w Stanach Zjednoczonych grająca pop punk, pop rock, rock alternatywny. W filmie Eurotrip wykorzystano jej piosenkę "Scotty Doesn't Know".

## Członkowie
- Chris Baird
- Nick Cloutman
- Jason Adams
- Bruce Fulford

## Dyskografia
- 1998 Breakfast at Tammy's
- 2001 Bikini Pie Fight
- 2003 Lustra
- 2006 Left for Dead
- 2008 WHAT YOU NEED & WHAT YOU GET